# 신도군
신도군(薪島郡)은 조선민주주의인민공화국 평안북도의 행정 구역으로, 1958년 간척 사업으로 만들어진 비단섬 · 황금평 · 서호섬 등 압록강 하구의 섬들로 구성되어 있다. 한반도의 극서에 위치해 있는 지역으로, 간척 사업으로 비단섬에 합쳐진 마안도(馬鞍島)는 한국의 최서단이다.

## 지리
비단섬(緋緞島, 신도·마안도·무명평 등과 부근의 간석지를 둑으로 연결하여 만든 섬), 황금평(黃金坪: 옛 이름 黃草坪), 서호섬 등 압록강 하구의 하중도(河中島)들을 관할로 하고, 압록강 본류를 사이에 두고 동쪽의 맞은편에 룡천군(龍川郡)이 있다. 서호로동자구와 황금평리의 좌초도 지역은 룡천군에 연륙되었다. 서쪽은 중화인민공화국 요녕성(遼寧省)의 동항시(東港市: 둥강)와 인접하고 있다. 이러한 지리적인 특성 때문에 중국의 자본에 의한 금융·경제 특구 개발 계획이 논의되고 있다.

## 역사
| Daedongyeojido (Gyujanggak) 08-06.jpg |  |
|                                       |  |

광복 당시 평안북도 용천군 신도면(薪島面)에 속해 있었다. 1967년에 신도군이 신설되었으나, 2년 뒤 용천군에 편입되었다가 1988년에 용천군에서 다시 분리되었다.

## 산업
갈대가 주요 작물이지만, 어업과 농업 또한 지역 경제에 중요한 역할을 한다. 이 곳에서 생산된 갈대는 신의주시의 화학-방직 공장으로 옮겨진다. 굴이 많이 잡히고 수자원이 풍부하다.

## 행정 구역
광복 당시 용천군 신도면은 동주동(東洲洞), 남주동(南洲洞)의 2개 동(洞)으로 이루어져 있었다.
신도군은 1읍 2구 1리로 구성되어 있다.
- 신도읍(薪島邑) : 비단섬 남부
- 비단섬 로동자구(緋緞島 勞動者區) : 비단섬(신도읍 지역 제외)
- 서호 로동자구(西湖 勞動者區) : 서호섬·서호앞섬·조룡섬
- 황금평리(黃金坪里) : 황금평, 좌초도

## 문화재
- 북한 천연기념물 제 63호 코끼리바위

## 같이 보기
- 마안도 (馬鞍島)
- 룡암포 (龍岩浦)
- 평안북도
- 압록강
- 삼각주